# Brothers in Arms: Road to Hill 30
A Brothers In Arms: Road to Hill 30 egy first-person shooter, melyet a Gearbox Software fejlesztett és a Ubisoft jelentetett meg 2005 elején Microsoft Windows, PlayStation 2 és Xbox platformokra. A játék a második világháborúban játszódik. A BiA-ban a hangsúlyt a "csapatjátékra" helyezték, ellentétben a Medal of Honor című játékkal, ahol inkább a "fuss és lőj" taktikát alkalmazzák.
2005. február 24-én a Brothers In Arms: Road to Hill 30 "aranyra került" és a rákövetkező héten már el is kezdték a forgalmazását. Az Xbox-os változat március 1-jén került a boltok polcaira, a PC-s és PS2-s változatok pedig néhány nappal később, március 15-én.

## Történet
A BiA a híres 101. Ejtőernyős Hadosztály (101st Airborne Division) 502. Ejtőernyős Ezred-ének (502nd Parachute Infantry Regiment) valós történetén alapul. Ezt a hadosztályt dobták le a német vonalak mögött a D-Nap-on. A játék a Chicago Hadművelet (Operation Chicago) eseményeit követi végig, ahol a játékos a 101-esek valódi küldetéseit élheti át, például a 4. Kijárat (Exit 4) biztosítását, vagy St. Come-Du-Mont elfoglalását. A folytatás, a Brothers In Arms: Earned in Blood küldetései is részben a 101-esek végső feladatait mutatják be. Ezek közt például, a 82. Ejtőernyős Hadosztállyal való találkozást, vagy St. Saveur elfoglalását.
A játékos, Matt Baker őrmester bőrébe bújhat a játékban. Matt egy ejtőernyős őrmester, aki a Fox század (Fox Company) egy raját vezeti (Matt többek közt Harrison C. Summers karakterén alapul). A játék cselekménye a június 6-ai ledobástól, a 30-as domb (Hill 30) védelméig tart. Baker-nek a nehéz pillanatokban is vezetnie kell az embereit, és döntései néha emberéletet is követelnek, ami nagy szívfájdalmat okoz az őrmesternek.
Baker csapatába tartozik többek közt Joe "Red" Hartsock tizedes, Sam Corrion tizedes, Jack Courtland őrvezető, Stephan "Obi" Obrieski őrvezető, Larry Allen, Johnny Rivas, Michael Desola, David Muzza, Thomas Zanovich, Michael Garnett, Dale McCreary közlegények, és a rádiós: Benjamin Kevin "Legs" Legget. Matt csapata Greg "Mac" Hassay szakaszparancsnok helyettes irányítása alatt áll. "Mac", Baker apja alatt szolgált az első világháborúban, akit nagyon tisztelt, ezért megfogadta hogy jó katonát csinál Matt-ből.
Továbbá találkozhatunk még Baker legjobb barátjával, George Risner őrmesterrel is, akivel együtt nőttek fel. George egy M5-ös tankot irányít. George segít Mattnek egész addig, amíg egy francia kisvárosban, St. Come du-Mont-ban, ki nem lövik egy Panzerfaust-tal (páncélököl).
A játékban vannak valós szereplők is, például Dwight D. Eisenhower tábornok, az európai szövetséges haderő főparancsnoka, vagy Robert G. Cole alezredes, aki megkapta a Becsület Medált (Medal of Honor) egy német erődítményen végrehajtott, vakmerő rajtaütés miatt.

## Grafika
A Brothers In Arms: Road to Hill 30 az Unreal motor-t használja, igaz jelentős változásokkal. A pixel shader-ek használata jobban előtérbe került. Valamint használja a Soft Lighting effektet is.

## Játékmenet
A játék pályáin a játékos irányíthat egy vagy két (legfeljebb 3 emberből álló) csapatot, vagy 1 csapatot és egy tankot (egy tank egy egész csapatot helyettesít). Van néhány olyan eset is, hogy egyáltalán nincs csapata a játékosnak, illetve olyan is, hogy 2 tankot irányíthat. Két fajta csapat van a játékban, melyeket külön célokra lehet használni.
Fire Team (Tüzelő csapat): A csapat tagjai M1 Garand, és Browning Automatic Rifle típusú fegyverekkel vannak ellátva, és főleg az ellenség tűz alatt tartására használhatóak.
Assault Team (Támadó csapat): A csapat tagjai M1 Carabine-t és Thompson submachine gun-t (Thompson gépkarabély) használnak. A csapat kiválóan alkalmas az ellenség bekerítésére, amíg a tüzelő csapat tűz alatt tartja azt.
A csapat tagjait nem a játékos választja ki.
A BiA híres a parancs-rendszeréről. A csapatoknak és tankoknak számos utasítást adhatunk, például hogy mozogjon, nyújtson fedezőtüzet, gyülekezzen, vonuljon fedezékbe, vagy támadja meg az ellenséget. A játék számos pontján hatékonyan használhatjuk a "Four Fs" (Négy F) taktikát. Ahogy a játék oktatórészében is elmondják, a taktika négy lépésből áll, "Find, Fix, Flank, Finish" (Megtalálni, Beszorítani, Bekeríteni, Végezni vele), azaz tűz alá venni és bekeríteni az ellenfelet. Ebben a játékban nem igazán lehet végigfutni a pályán és mindenkit lelőni. A taktikázás itt fontos, amelyet néhány játékos ismétlődőnek találhat.
Ellentétben a Medal of Honor, vagy Call of Duty játékokkal, ahol a géppuskatűz "csak" komoly sérülést okoz, a BiA-ban azonnali halálhoz vezet.

## Folytatások

### Earned in Blood
A Brothers in Arms folytatása. Az Earned in Blood 2005 októberében jelent meg, minden olyan platformra, melyre az első rész.

### Hell’s Highway
A Brothers in Arms-sorozat harmadik részét 2005 szeptemberében jelentették be. Egy tech demo-t is bemutattak 2005. szeptember 22-én a Gearbox "Liberation Party"-ján. A 2006-os E3-on a játékot bemutatták futás közben is. A játék az Unreal Engine 3-at használja. Valószínűleg a játék megjelenik minden next-gen platformra, és PC-re is.
2006 májusában fény derült arra, hogy a játék címe Brothers In Arms: Hell’s Highway lesz.

## Érdekességek
A Brothers in Arms: Earned in Bloodban megemlítik, hogy a Brothers In Arms: Road to Hill 30-ban a West Point-i Katonai Akadémián tanult gyalogsági taktikákat láthatjuk.